# 페르시타 탕그랑
페르시타 탕그랑(Persatuan Sepakbola Indonesia Tangerang) 간단히 페르시타로 알려진 '탕그랑 인도네시아 축구 협회')는 탕그랑 리젠시를 연고로 하는 인도네시아 프로 축구 클럽이다. 클럽은 현재 리가 1에 소속되어 있다. 탕그랑은 2019 리가 2 시즌 준우승으로 시즌을 마쳤다.

## 선수 명단

### 현역
참고: FIFA 자격 규정에 따라 소속된 국가대표팀 국기를 표시합니다. 선수는 복수의 FIFA 비회원국 국적을 가지고 있을 수 있습니다.
| 번호 | 포지션 | 국적 | 이름 |
| ---- | ------ | ---- | ---- |

| 번호 | 포지션 | 국적       | 이름      |
| ---- | ------ | ---------- | --------- |
| 90   | MF     | 인도네시아 | 잭 브라운 |

## 역대 감독
| 감독            | 임기   |
| --------------- | ------ |
| 파비우 레푼지스 | 2024 ~ |